# 敘利亞擬鱥
敘利亞擬鱥（學名：Pseudophoxinus syriacus），為輻鰭魚綱鯉形目雅羅魚科的其中一個種，被IUCN列為極危保育類動物，分布亞洲黎巴嫩和敘利亞淡水流域，體長可達8.7公分，生活習性不明。

## 扩展阅读
維基物種上的相關：敘利亞擬鱥